# Geelong
Geelong [dʒɪˈlɒŋ] ist eine Hafenstadt mit rund 180.000 Einwohnern im australischen Gliedstaat Victoria. Sie ist die zweitgrößte Stadt im Bundesstaat.
Geelong ist ein regionales Zentrum einer ländlichen Region. Die Local Government Area (LGA) Greater Geelong City hat 270.000 Einwohner (2021).

## Geographie
Geelong liegt am westlichen Ende der Port-Phillip-Bucht, die in diesem Teil Corio Bay genannt wird, rund 75 Kilometer südwestlich von Melbourne. Das Stadtzentrum liegt zwischen der Bucht und dem Barwon River. Eine kleine Anhöhe versperrt dem Fluss den Weg in die Port-Phillip-Bucht, weshalb er südöstlich der Stadt in die Bass-Straße mündet. Von der Stadt bis zum offenen Meer sind es rund 20 Kilometer. Östlich von Geelong liegt die Bellarine Halbinsel. Wenig südlich beginnt die berühmte Great Ocean Road mit diversen Badeorten und Sehenswürdigkeiten wie den Twelve Apostles.

### Klima
|                       | Jan  | Feb  | Mär  | Apr  | Mai  | Jun  | Jul  | Aug  | Sep  | Okt  | Nov  | Dez  |   |       |
| Mittl. Tagesmax. (°C) | 23,2 | 23,5 | 22,9 | 19,0 | 15,8 | 12,9 | 12,3 | 13,3 | 15,8 | 17,6 | 19,2 | 21,8 | ⌀ | 18,1  |
| Mittl. Tagesmin. (°C) | 12,9 | 13,7 | 12,6 | 10,3 | 8,2  | 6,2  | 5,3  | 6,0  | 7,7  | 9,2  | 9,9  | 11,9 | ⌀ | 9,5   |
|                       |      |      |      |      |      |      |      |      |      |      |      |      |   |       |
| Niederschlag (mm)     | 32,2 | 35,7 | 41,8 | 44,1 | 49,4 | 46,5 | 48,7 | 50,1 | 50,9 | 54,5 | 47,2 | 43,1 | Σ | 544,2 |
|                       |      |      |      |      |      |      |      |      |      |      |      |      |   |       |
| Regentage (d)         | 6,0  | 5,6  | 7,3  | 9,5  | 12,2 | 12,6 | 13,9 | 14,3 | 12,8 | 12,4 | 10,1 | 8,1  | Σ | 124,8 |

| 12,9 |

| 13,7 |

| 12,6 |

| 10,3 |

| 8,2 |

| 6,2 |

| 5,3 |

| 6,0 |

| 7,7 |

| 9,2 |

| 9,9 |

| 11,9 |

| 12,9 |

| 13,7 |

| 12,6 |

| 10,3 |

| 8,2 |

| 6,2 |

| 5,3 |

| 6,0 |

| 7,7 |

| 9,2 |

| 9,9 |

| 11,9 |

## Geschichte

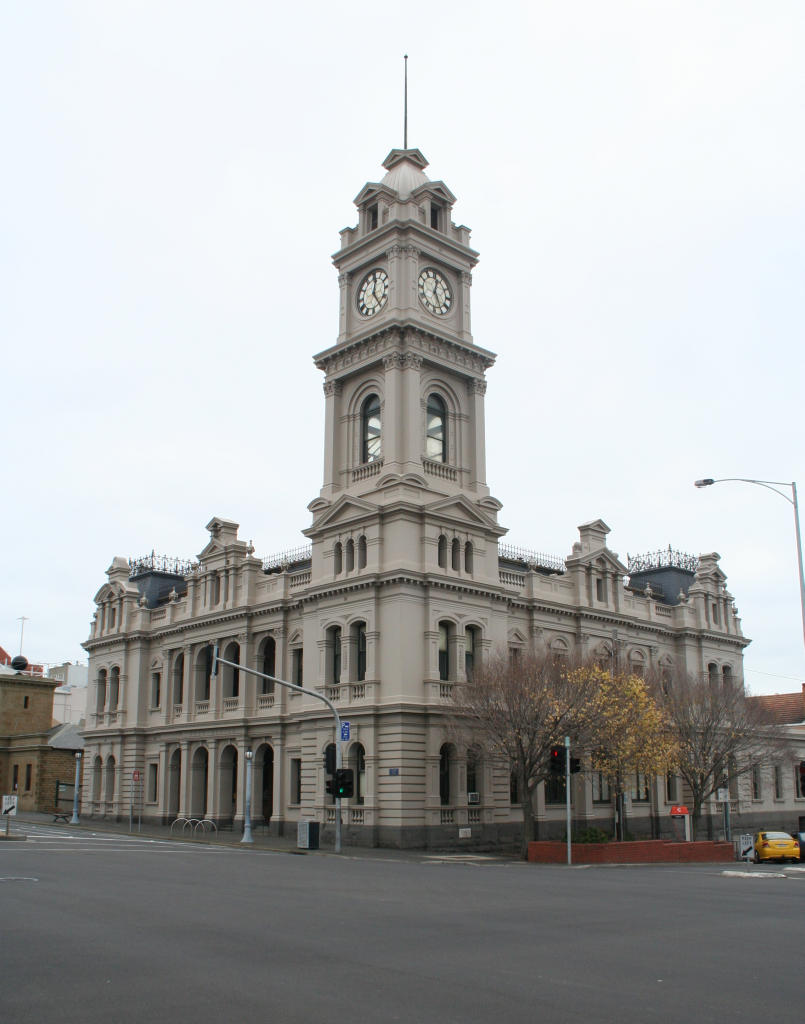
Geelong Post Office aus dem Jahr 1889

Der Name der Stadt stammt vom Wort Jillong, mit dem die Aborigines die Bucht bezeichneten.
Vor den 1830ern erkundeten nur vereinzelte Europäer die Gegend. Am 1. Februar 1802 war erstmals ein britisches Boot in der Port-Phillip-Bucht unterwegs. Im März 1836 ließen sich die ersten Siedler in der Gegend von Geelong nieder. 1838 lebten bereits 545 Menschen in Geelong. Der Ort verfügte damals über eine Kirche, ein Hotel, einen Laden und ein Wollspeicher. Seit 1841 wurde Wolle aus Geelong nach England exportiert. Zu der Zeit verkehrte regelmäßig ein Dampfschiff nach Melbourne und eine Zeitung wurde publiziert.
Als in Ballarat Gold gefunden wurde, profitierte auch Geelong vom Gold rush 90 Kilometer nordwestlich und wuchs zu einer ähnlichen Größe wie Melbourne. Als der Goldrausch vorüber war, wurde die Wolle zur wichtigsten Einnahmequelle der Stadt. Ab den 1920ern ließen sich verschiedene Industriefirmen vor Ort nieder.

## Wirtschaft

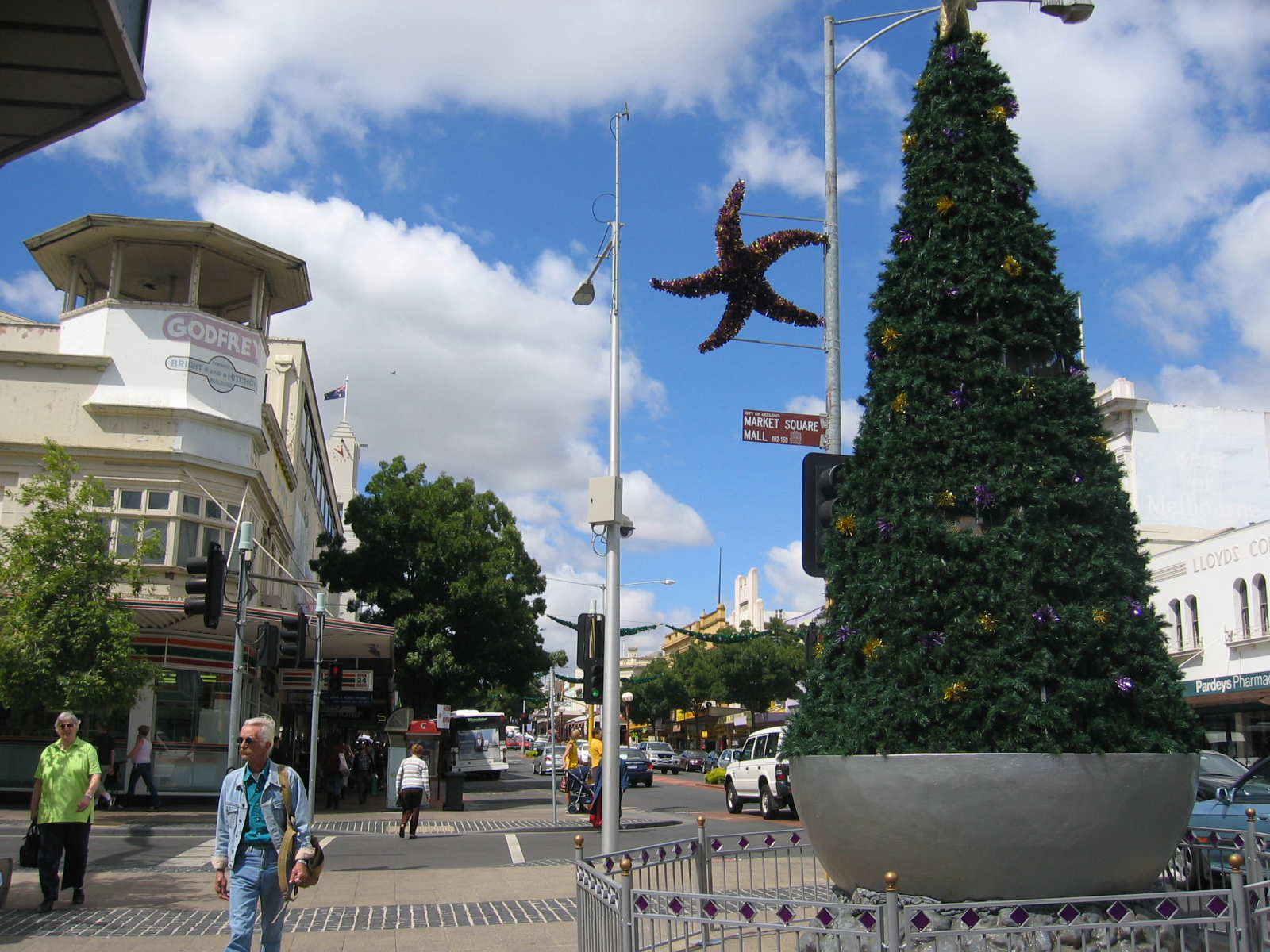
Weihnachtsdekoration im Stadtzentrum

Zu den wichtigsten Arbeitgebern vor Ort zählen eine Raffinerie und ein Aluminiumwerk. Eine Autofabrik von Ford stellte im Jahre 2016 die Produktion ein. In der am Meer gelegenen Stadt Torquay werden Surfausrüstung und Kleider hergestellt. Die Umgebung lebt zu einem Großteil von der Landwirtschaft sowie an der Küste vom Tourismus.
Über den Princes Highway ist in etwa einer Stunde Melbourne zu erreichen. An diesem liegt keine 20 Kilometer nordöstlich der Stadt Avalon Airport. Der Flughafen wird erst seit 2004 für Passagierflüge genutzt, insbesondere von Billigfluggesellschaften. Über mehrere Eisenbahnstrecken ist der Frachthafen von Geelong mit dem Hinterland im südwestlichen Victoria verbunden.

## Bildung und Forschung
Die staatliche Forschungsbehörde CSIRO betreibt drei bedeutende Forschungsinstitute in Geelong, das Australian Animal Health Laboratory im Vorort East Geelong, die CSIRO Division of Textiles and Fibres Technology im Vorort Belmont und das Marine and Freshwater Resources Institute im Vorort Queenscliff.
Geelong ist einer der Standorte der Deakin University.

## Sehenswürdigkeiten
Die wichtigsten Sehenswürdigkeiten in der Stadt sind der Botanische Garten und das National Wool Museum. Das in einem alten Wollspeicher untergebrachte Museum erklärt die Bedeutung der Wolle in der Geschichte der Stadt. Daneben ist Geelong Ausgangspunkt zur Küste und den Stränden im westlichen Victoria.

## Städtepartnerschaften
- Viqueque, Osttimor[4]

Das Geelong College Prep Newtown  hat mit der Grundschule in Sama Lio (Loi-Huno) in der Gemeinde Viqueque eine Partnerschule.

## Sport
Geelong besitzt mit den Geelong Cats eine erfolgreiche Australian-Football-Mannschaft, die bisher neunmal die Meisterschaft in der Australian Football League (AFL) gewinnen konnte. Das Baseball-Team Geelong Korea, das seit 2018 in der Australian Baseball League (ABL) spielt, ist ebenfalls in Geelong beheimatet.
Im Herbst 2010 haben die Rad-Straßen-Weltmeisterschaften der UCI in Geelong stattgefunden. Obwohl die UCI-Straßen-Weltmeisterschaften 2010 den Namen Melbournes im Namen tragen, fanden alle Zieleinfahrten in Geelong statt.
Im Februar 2006 war Geelong Austragungsort der „Rescue“, der Weltmeisterschaft im Rettungsschwimmen, welche alle zwei Jahre von der International Lifesaving Federation (ILS) veranstaltet wird. Hier fanden auch einige Partien beim T20 World Cup 2022 statt.

## Söhne und Töchter der Stadt
- Kate Sperrey (1862–1893), neuseeländische Porträtmalerin
- Bertram Armytage (1869–1910), Polarforscher
- William John Adie (1886–1935), Neurologe
- Jim Kearney (1894–1944), Australian-Football-Spieler
- James Morgan Walsh (1897–1952), Schriftsteller
- John Hawkes (1899–1990), Tennisspieler
- Richard Garrard (1911–2003), Ringer
- Russell Mathews (Russell Lloyd Mathews; 1921–2000), Wirtschaftswissenschaftler
- Michael Aikman (1933–2005), Ruderer
- Inga Clendinnen (1934–2016), Historikerin, Anthropologin und Autorin
- Ian Redpath (1941–2024), Cricketspieler
- Jean Roberts (1943–2024), Diskuswerferin und Kugelstoßerin
- Russell Boyd (* 1944), Kameramann
- Donald Wilson (* 1944), Radrennfahrer
- Chrissy Amphlett (1959–2013), Sängerin und Songwriterin
- Eddie Krnčević (* 1960), Fußballspieler
- Graeme Lloyd (* 1967), Baseballspieler
- Kate Allen (* 1970), österreichische Triathletin und Olympiasiegerin
- Portia de Rossi (* 1973), Schauspielerin
- Joanne King (* 1976), Triathletin
- Nathan Deakes (* 1977), Geher
- Joey Didulica (* 1977), kroatischer Fußballspieler
- Esther Anderson (* 1979), Schauspielerin und Model
- Rebecca Wiasak (* 1984), Radrennfahrerin
- Emma Hewitt (* 1988), Vocalistin und Songwriterin
- Matthew Spiranovic (* 1988), Fußballspieler
- Leigh Howard (* 1989), Bahn- und Straßenradrennfahrer
- Scott Andrews (* 1990), Autorennfahrer
- Caitlin Stasey (* 1990), Schauspielerin
- Laura Spiranovic (* 1991), Fußballspielerin
- Angus Widdicombe (* 1994), Ruderer
- Penny Smith (* 1995), Sportschützin
- Joel Baden (* 1996), Leichtathlet
- Mia Gross (* 2001), Sprinterin